# Ambassade du Kazakhstan en Russie
L'Ambassade du Kazakhstan à Moscou est la représentation diplomatique du Kazakhstan sur le territoire russe.